# Torrico
Torrico è un comune spagnolo di 827 abitanti situato nella comunità autonoma di Castiglia-La Mancia.